# Курбатов, Георгий Дмитриевич
Гео́ргий Дми́триевич Курба́тов (7 апреля 1919 — 19 апреля 1991) — советский военный моряк, участник Великой Отечественной войны, Герой Советского Союза (5.11.1944).

## Биография
Родился 7 апреля 1919 года в городе Ельце (ныне Липецкой области) в семье рабочего. Русский. Окончив 7 классов, работал на Сталиногорском химкомбинате. С 1939 года — в Военно-морском флоте.

### В годы Великой Отечественной войны
Участник Великой Отечественной войны с июня 1941 года. Командир отделения мотористов торпедного катера «ТК-13» типа Д-3 (командир лейтенант Е. А. Успенский) 1-го дивизиона торпедных катеров (бригада торпедных катеров Северного флота) старшина 2-й статьи Г. Д. Курбатов принимал участие в потоплении 8 кораблей противника, в 20 высадках разведывательно-диверсионных групп, а также в 20 минных постановках.
Отличился в ходе Петсамо-Киркенесской операции при прорыве десанта в порт Лиинахамари (Мурманская область). Около полуночи 12 октября 1944 года группа катеров с десантом в составе первой волны, преодолев зону заградительного огня, на максимальной скорости подошла к причалу. По воспоминаниям Д. Т. Пигарева, «моторист Курбатов первым выскочил на пирс, чтобы закрепить швартовые концы и дать возможность десантникам беспрепятственно сойти на берег. Но на обледеневшем настиле пирса не оказалось ни одного устройства, за которое можно было закрепить трос. Тогда Георгий уперся ногой в бревно и, обмотав конец вокруг ноги, удерживал катер у пирса до тех пор, пока последний десантник не выскочил на берег». Шквальный артогонь противника исключал поддержку высаженного десанта огнём катеров, поэтому они после высадки немедленно покидали гавань. За время высадки немецкая береговая охрана пристрелялась по катеру, и при отходе катер получил серьёзное повреждение — пробило радиорубку, перебило рулевое управление, и катер потерял возможность двигаться в нужном направлении. Курбатов был ранен в обе руки, но не оставил боевого поста. Он стал управлять катером при помощи моторов, и таким образом, вывел катер из зоны обстрела.
Указом Президиума Верховного Совета СССР от 5 ноября 1944 года «за мужество и героизм, проявленные в боях с немецко-фашистскими захватчиками» Г. Д. Курбатову присвоено звание Героя Советского Союза, с вручением ордена Ленина и медали «Золотая Звезда» (№ 5059).

### В послевоенные годы
До 1949 года старший лейтенант Г. Д. Курбатов продолжал службу в ВМФ СССР. В 1954 году он окончил Орловскую партшколу. Жил в городе Ельце. Умер 19 апреля 1991 года.

## Награды и звания
- Медаль «Золотая Звезда» № 5059 Героя Советского Союза (5 ноября 1944);
- орден Ленина (5 ноября 1944);
- орден Красного Знамени;
- два ордена Отечественной войны I степени;
- орден Красной Звезды;
- медали.

## Память

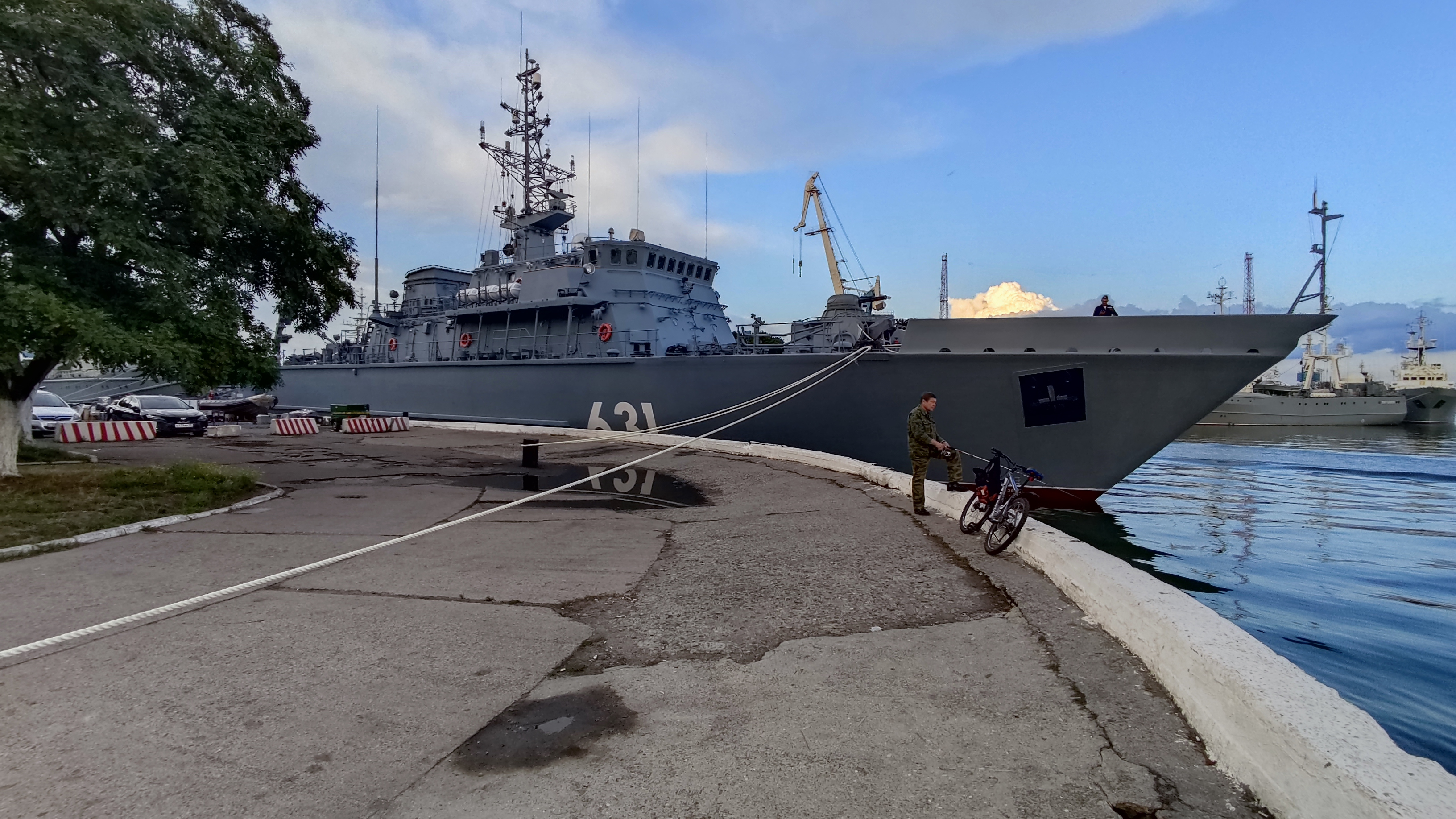
Тральщик "Георгий Курбатов"

- Имя Г. Д. Курбатова носили пионерские дружины Федяшевского детского дома Ясногорского района Тульской области и средней школы в посёлке Гранитный Мурманской области.
- В 2020 году спущен на воду тральщик (корабль противоминной обороны) проекта 12700, который носит имя «Георгий Курбатов»[5].

## Оценки и мнения
А. Г. Головко, командующий Северным флотом в 1940—1946 годах:

Наши потери в боях за Лиинахамари минимальные, учитывая прорыв сквозь трехмильную зону обстрела, где каждый метр площади простреливался и заранее был пристрелян противником. Причём мы не потеряли ни одного корабля. Даже катер Успенского (из группы Шабалина), освещённый при отходе из Лиинахамари заревом горевших на берегу бензобаков и тем самым попавший под прицельный огонь вражеских батарей, сумел выйти из-под обстрела. Повреждения, причинённые катеру, были серьёзными. Самое серьёзное — вышло из строя рулевое управление. Командир и весь личный состав вели себя с полным сознанием долга.
Следует назвать героическим поведение старшины группы мотористов Г. Д. Курбатова. Зная, что спасение катера зависело от маневрирования переменными ходами моторов, он оставался на посту, управляя моторами одной рукой (пальцы другой были раздроблены осколками снаряда), пока не вывел катер из простреливаемой зоны.